# چما ماتو
چما ماتو (انگلیسی: Chema Mato؛ زادهٔ ۲۲ مارس ۱۹۸۴) بازیکن فوتبال اهل اسپانیا است.
از باشگاه‌هایی که در آن بازی کرده‌است می‌توان به باشگاه فوتبال راسینگ سانتاندر اشاره کرد.